# Cabildo de Arriba

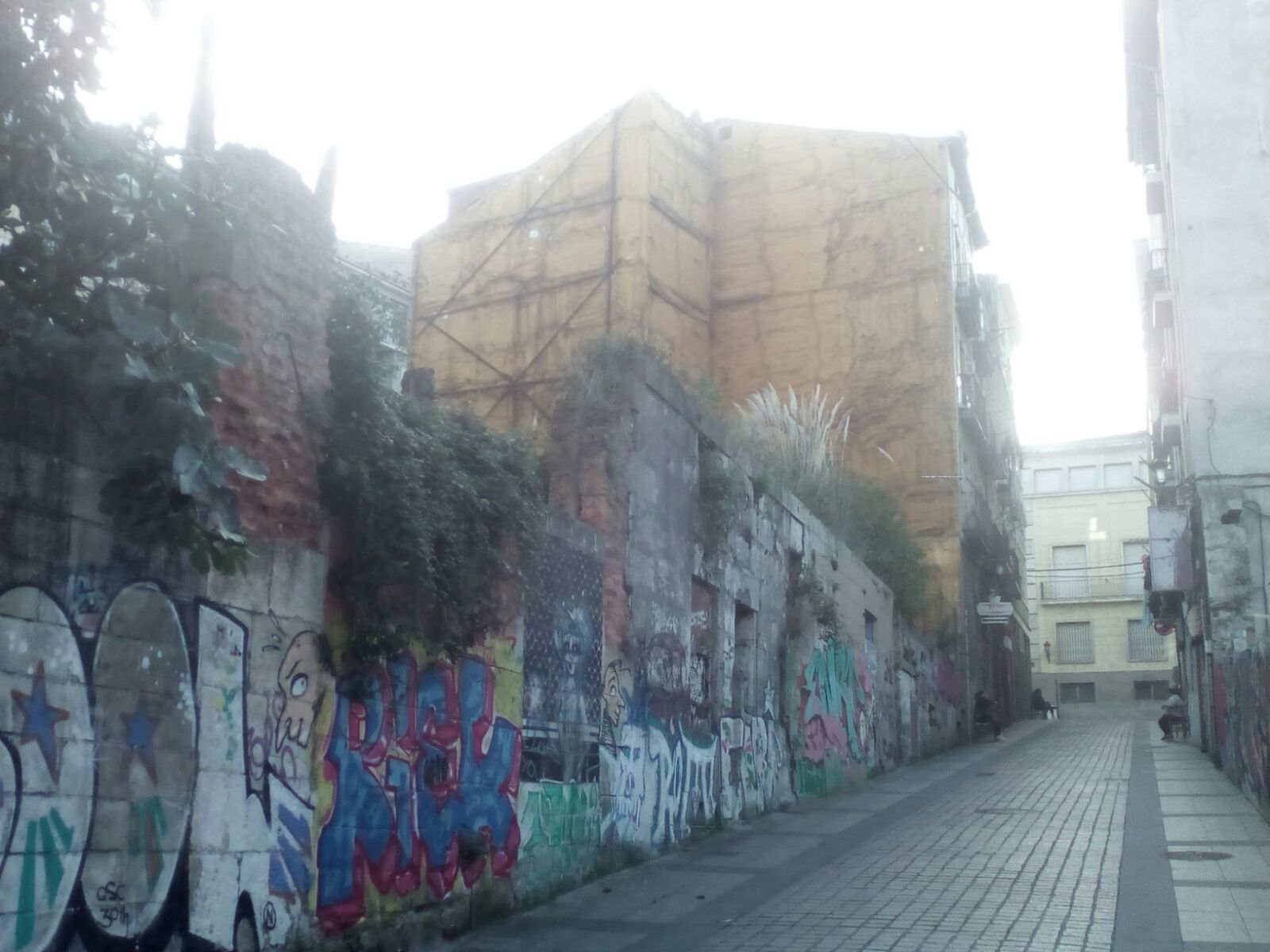
Vista de la calle San Pedro en el Cabildo de Arriba en 2016.

El Cabildo de Arriba es uno de los barrios más antiguos de la ciudad de Santander (Cantabria, España).

## Historia
Sus orígenes hay que encuadrarlos en el contexto de la puebla vieja medieval santanderina, pues es un barrio que surge en las inmediaciones de la "Puerta de San Pedro", fuera de las murallas de la vieja puebla de nobles, hidalgos, y clérigos que habitaban en la cercana Rua Mayor; en principio una zona de huertas y pequeñas edificaciones, con el desarrollo de la entonces villa esta zona toma su importancia; su principal calle viene a ser lo que era comienzo de la actual Calle Alta, continuación de la Rua Mayor intramuros, que ascendía por el llamado cerro de Somorrostro o de San Pedro desde el final de Rua Mayor hasta dar con el comienzo de lo que posteriormente sería el Camino Real de Burgos. Conforme crecía la villa de Santander se desarrollaba esta zona de la ciudad, dando cobijo al primigenio barrio de pescadores (junto a la zona del viejo Arrabal, en la calle del mismo nombre, al otro lado de la villa).
No obstante su verdadero desarrollo comienza en el siglo XVIII cuando se inicia su moderna urbanización, y continua durante el siglo XIX, cuando prácticamente son sustituidas la edificaciones de origen medieval. Entonces se configuran sus diferentes calles; entre las más importantes: calle Alta, cuesta del Hospital, calle San Pedro, calle Limón, cuesta de Santa María Egipciaca, (actual calle Garmendia), etc.
Es importante señalar que esta zona es junto con las calles Arrabal y de Enmedio, la única zona de origen medieval que sobrevivió al Incendio de 1941, que destruyó todo el casco antiguo.
En la actualidad, el Cabildo es un barrio lleno de solares vacíos, y una zona muy abandonada por las instituciones.

### Edificios de interés

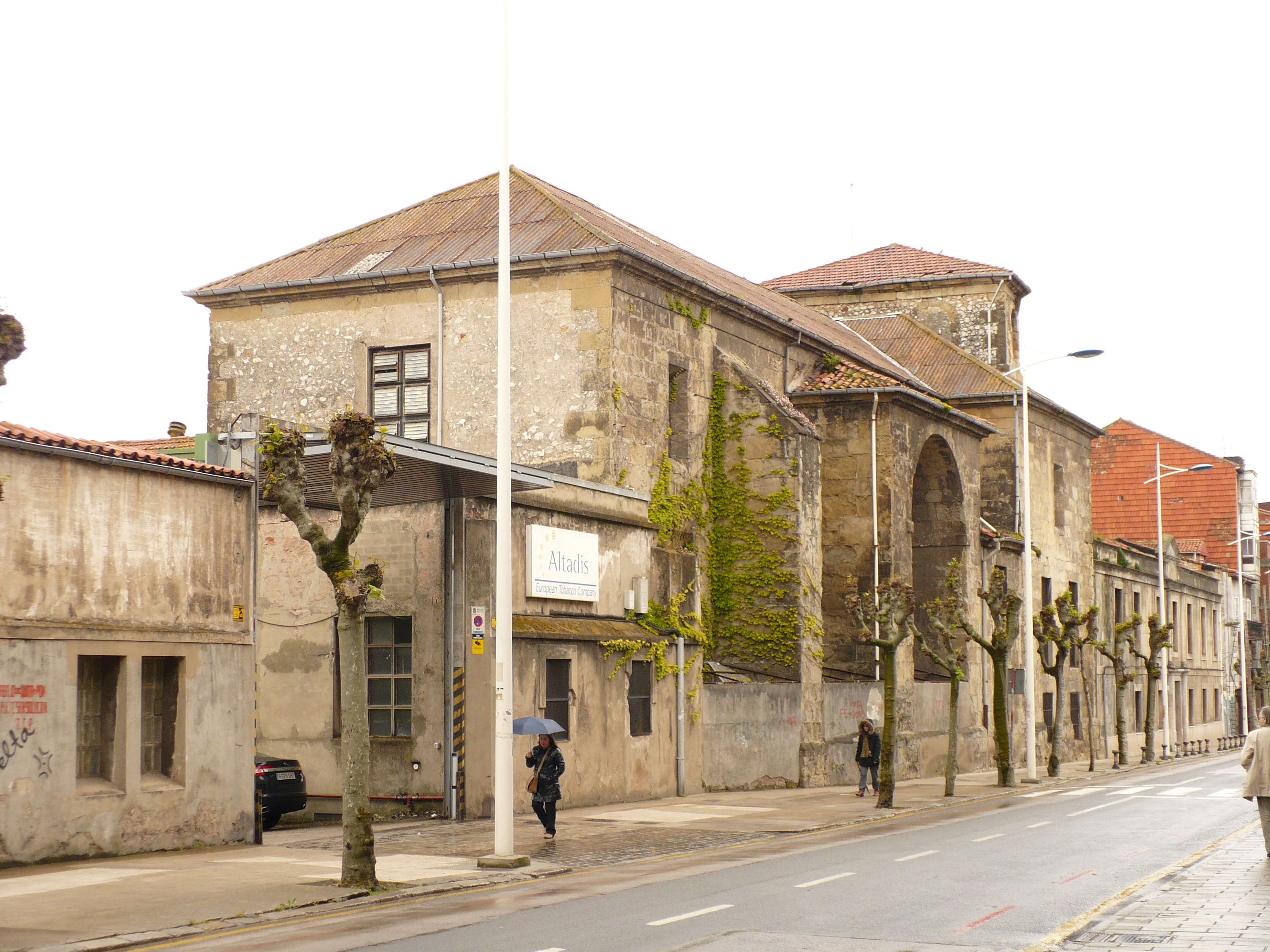
Tabacalera, antiguo convento de Santa Cruz.

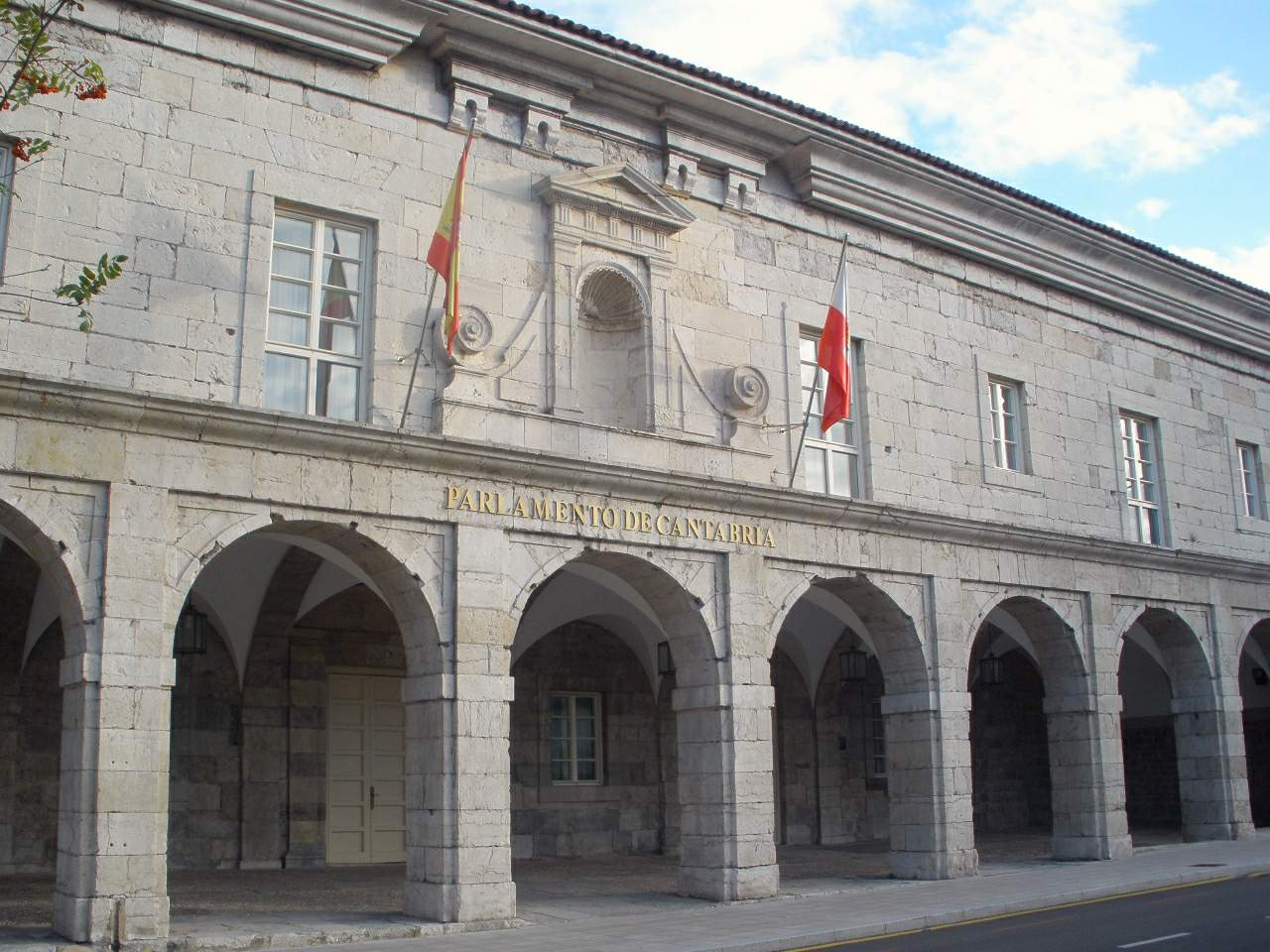
Hospital de San Rafael (actual Parlamento de Cantabria).

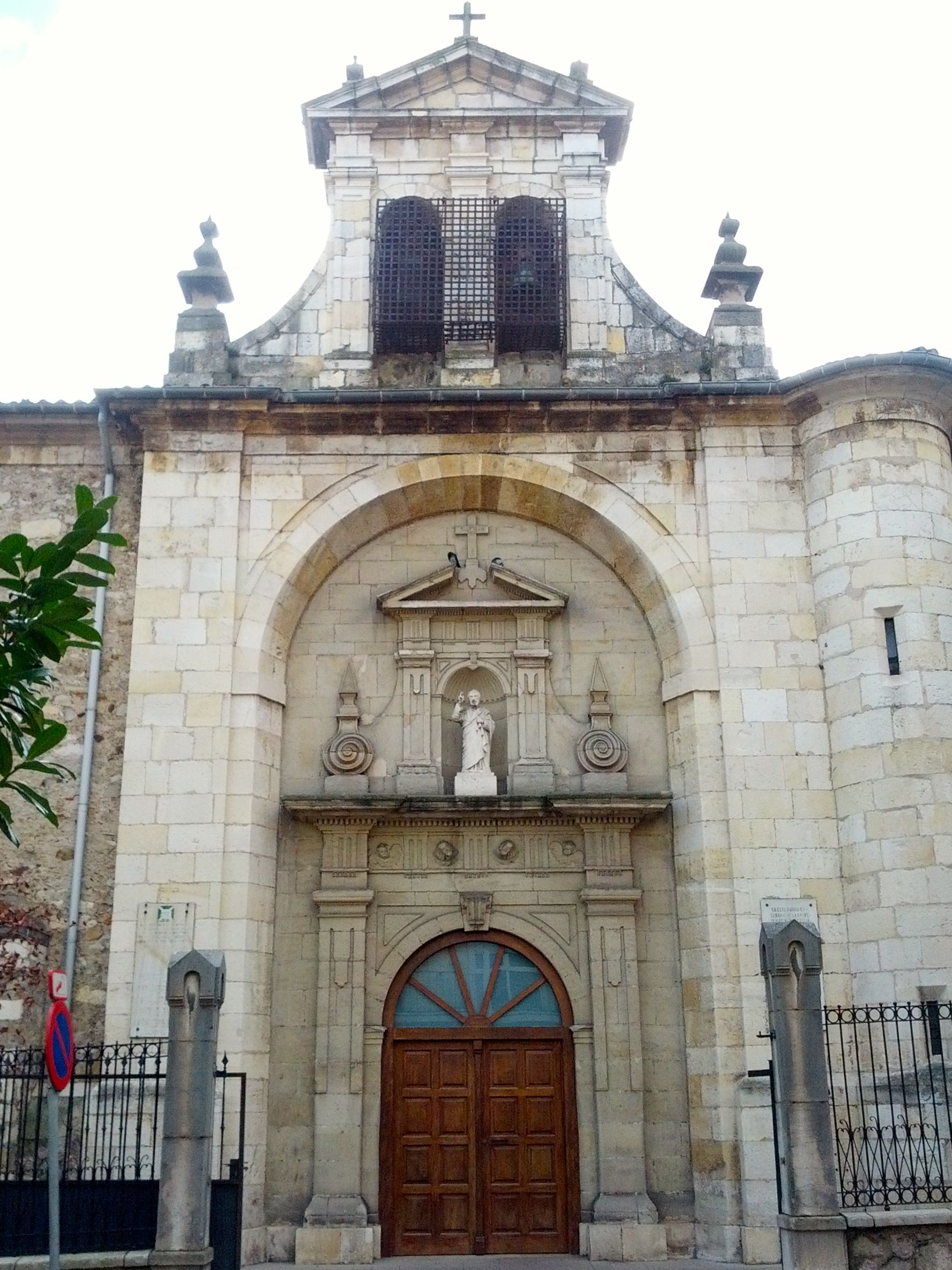
Iglesia de la Consolación.

Pueden destacarse varios inmuebles radicados en dicho barrio y sus proximidades:
- Iglesia parroquial de Nuestra Señora de la Consolación: presenta estilo barroco y fue construida en la segunda mitad del siglo XVIII sobre una ermita y un hospital anteriores.[2]
- Convento de Santa Cruz: hasta 2002 Fábrica de Tabacalera S.A., es un edificio que pasa desapercibido para el paseante, pero no obstante es de gran importancia histórica y artística. Construido a finales del siglo XVII fue convento de monjas hasta 1835, en que se convierte en fábrica de tabacos. A destacar su capilla. En la actualidad en desuso.
- Hospital de San Rafael: actual Parlamento de Cantabria. Una obra de finales del siglo XVIII, en estilo clasicista. En 1987 su rehabilitación valió un Diploma de Mérito del Premio Europa Nostra del mismo año, para la protección del patrimonio arquitectónico y natural europeo.
- Palacio del Mueble: edificio reconstruido tras su hundimiento parcial. Se destina a oficinas del Gobierno de Cantabria.

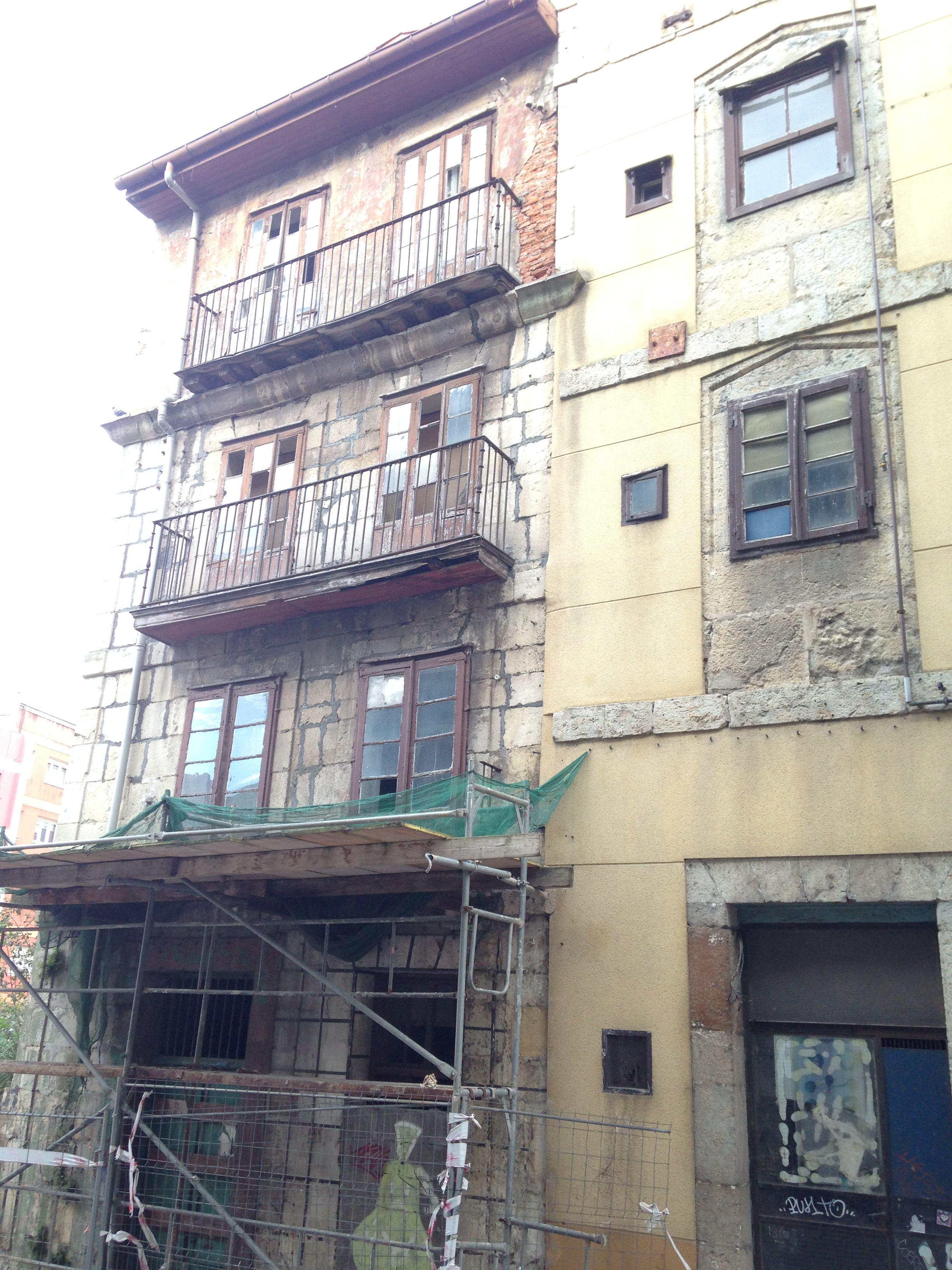
Edificio de la cuesta del hospital n.º 17.

- Calle Alta nº 30: considerado como el edificio habitado más antiguo de Santander en un reciente estudio. Es un edificio del siglo XVIII. A destacar únicamente su escudo de armas en la fachada.
- Cuesta del Hospital nº 17: curioso edificio con fachada de sillería, actualmente amenazando ruina, ejemplo de las viejas construcciones desaparecidas de la zona.

## Deterioro del barrio y vida actual
A pesar de su céntrica ubicación sufrió durante décadas un gran deterioro urbano y social, provocando el estado de ruina de muchas de sus pequeñas casas y que el barrio se vinculase a la prostitución y a la venta de drogas. En los últimos años, gracias a diversos planes de intervención el barrio se ha recuperado, aunque sus edificios siguen presentando muchas deficiencias, los problemas de inseguridad que afectaron antaño al mismo han mejorado notablemente.
En el año 2007 se planeó llevar a cabo una completa rehabilitación del mismo, puesto que sus edificaciones venían desde hace años produciendo frecuentes incidentes de seguridad ciudadana dado su nulo mantenimiento por parte de sus propietarios, y dado el nulo interés de las administraciones públicas para proporcionar ayudas a dichas rehabilitaciones. Así se ha venido produciendo una continua degradación del barrio, con varios hundimientos de edificios que fueron noticia en diversos medios de comunicación, incluso a nivel nacional, entre ellos el hundimiento del inmueble denominado "Palacio del Mueble" que había sido adquirido por el Gobierno Regional para destinarlo a oficinas y esperaba procederse a su rehabilitación. El último siniestro grave tuvo lugar el 8 de diciembre de 2007, cuando se derrumbó un edificio de viviendas sito en la Calle Cuesta del Hospital n.º 14 con el fatal resultado de tres  personas fallecidas.
Así pues en la actualidad vemos multitud de solares de los antiguos caserones hundidos, o derribados por ser declarados en ruina, esperando un futuro uso hoy por hoy incierto.
Se destaca a este respecto la acción de la Asociación de Vecinos "Cabildo de Arriba", que venía denunciando dichas situaciones de degradación del barrio, y que provocó que en diciembre del año 2006 se firmase un acuerdo entre el Ayuntamiento de Santander, Gobierno de Cantabria y el Ministerio de la Vivienda para desarrollar un Área de Rehabilitación Integral, y permitir su recuperación.